# Leucotrichia fairchildi
Leucotrichia fairchildi är en nattsländeart som beskrevs av Oliver S. Flint Jr. 1970. Leucotrichia fairchildi ingår i släktet Leucotrichia och familjen smånattsländor. Inga underarter finns listade i Catalogue of Life.